# Real Springs
Real Springs es una localidad de Trinidad y Tobago, que forma parte de la región de Tunapuna-Piarco.

## Geografía
La localidad abarca parte de la isla Trinidad y limita al norte con Valsayn y Spring Village, al sur con Bejucal, al este con Spring Village y al oeste con Bamboo Grove.

## Demografía
Datos demográficos de la localidad de Real Springs:
| Gráfica de evolución demográfica de Real Springs entre 2000 y 2011 |
|                                                                    |